# Cyrtorchis
Cyrtorchis é um género botânico pertencente à família das orquídeas (Orchidaceae).

## EspéciesCyrtorchis
1. Cyrtorchis acuminata (Rolfe) Schltr. (1918)
2. Cyrtorchis arcuata (Lindl.) Schltr. (1914)  - espécie tipo -
3. Cyrtorchis aschersonii (Kraenzl.) Schltr. (1918)
4. Cyrtorchis brownii (Rolfe) Schltr. (1918)
5. Cyrtorchis chailluana (Hook.f.) Schltr. (1914)
6. Cyrtorchis crassifolia Schltr.  (1916)
7. Cyrtorchis erythraeae (Rolfe) Schltr. (1918)
8. Cyrtorchis glaucifolia Summerh. (1966)
9. Cyrtorchis guillaumetii (Pérez-Vera) R.Rice (2005)
10. Cyrtorchis hamata (Rolfe) Schltr. (1914)
11. Cyrtorchis henriquesiana (Ridl.) Schltr. (1918)
12. Cyrtorchis injoloensis (De Wild.) Schltr. (1918)
13. Cyrtorchis letouzeyi Szlach. & Olszewski (2001)
14. Cyrtorchis monteiroae (Rchb.f.) Schltr. (1914)
15. Cyrtorchis neglecta Summerh. (1960)
16. Cyrtorchis praetermissa Summerh. (1948)
17. Cyrtorchis ringens (Rchb.f.) Summerh. (1958)
18. Cyrtorchis seretii (De Wild.) Schltr. (1918)